# Anochetus cato
Anochetus cato é uma espécie de formiga do gênero Anochetus, pertencente à subfamília Ponerinae.